# Гардель, Карлос
Ка́рлос Гарде́ль (исп. Carlos Gardel; 11 декабря 1883, 1887 или 1890 года — 24 июня 1935 года) — аргентинский певец, композитор и актёр. По мнению многих — самая значительная фигура в истории танго. Хотя в Европе более известен Астор Пьяццолла, на родине танго — в Латинской Америке — Гардель до сих пор является идолом для миллионов латиноамериканцев. Несмотря на прошедшие со дня его смерти десятилетия существует поговорка: «El Zorzal canta cada día mejor» — «Креольский дрозд поёт лучше с каждым днём».

## Биография
Датой рождения Карлоса Гарделя считается 11 декабря 1890 года. Этот день отмечается как Международный день танго. Относительно места его рождения есть разные версии: по одной он родился под Тулузой, во Франции, по другой, на которой настаивают в основном уругвайцы, — в Такуарембо (Уругвай) — болельщики местной футбольной команды вывешивают флаг с надписью «Такуарембо — это Гардель» на матчах.
Когда ему было два года, его мать, Берта Гардель, эмигрировала в Аргентину. Карлос начал петь с детства, его первое публичное выступление состоялось в 1910 году в кафе O’Rondemann в Буэнос-Айресе. В 1911 году начал выступать дуэтом с José Razzano — важный этап в творчестве Гарделя. Это ещё не было танго, они пели народные песни. Одна из лучших песен этого периода — Linda provincialita.
К 1914 году Гардель уже был довольно известным певцом в Буэнос-Айресе. В 1915 году состоялись первые зарубежные гастроли Гарделя в Уругвае.
Исполнять танго Гардель начал в 1917 году, и 9 апреля 1917 было записано первое танго Гарделя — Mi noche triste («Моя грустная ночь») композитора Самуэля Кастриоты. За «Моей грустной ночью» следуют другие, ставшие впоследствии известнейшими танго, в том числе «Ла Кумпарсита» Родригеса (Карлос Гардель записал её на другой текст — Si supieras…).
В 1917 году Гардель снялся в своем первом (немом) фильме — «Flor de Durazno». Всего вышло около 10 фильмов с его участием, от немых до звуковых, в которых зазвучали песни Гарделя.
В начале 1920-х годов Карлос Гардель уже был международной звездой. В 1923 году состоялись первые европейские гастроли Гарделя — в Испании. В 1925 и 1927 годах Гардель выступал и записывался в Испании, в 1928—1929 годах — во Франции и Италии, в 1930 году — вновь во Франции. В 1931—1932 ещё одно большое европейское турне — Барселона, Лазурный Берег, Италия, Париж, Лондон, Берлин и Вена.
В 1932 году началось сотрудничество Гарделя с Альфредо Ле Перой — автором текстов песен и сценаристом его последних фильмов.
6 ноября 1933 года была записана Madame Ivonne — последняя запись, выполненная в Буэнос-Айресе, и 7 ноября 1933 года Гардель уехал на гастроли в Европу и США. Вернуться в Буэнос-Айрес живым ему было не суждено.
В 1934—1935 годах Гардель снялся в фильмах студии Paramount: Cuesta abajo, Mi Buenos Aires querido, Tango en Broadway, мюзикле Cazadores de estrellas вместе с джазовыми и оперными звездами, включая Бинга Крозби и Ричарда Таубера, El día que me quieras и Tango Bar, в которых пел свои самые великие танго.
В апреле 1935 года началось большое турне Карлоса Гарделя по Латинской Америке — Пуэрто-Рико, Венесуэла, Колумбия, Панама, Куба, Мексика. 24 июня 1935 года при взлёте в аэропорту Медельина самолёт Ford Trimotor авиакомпании SACO с бортовым номером F-31, на котором летел Гардель, разбился, столкнувшись с другим таким же самолётом колумбийско-германской фирмы SCATDA.
Тело Гарделя совершило прощальный тур Нью-Йорк — Рио-де-Жанейро — Монтевидео, где тысячи безутешных поклонников отдали ему последнюю дань уважения и любви. Гардель похоронен на кладбище Ла-Чакарита, в Буэнос-Айресе. На его могиле всегда живые цветы, а в пальцах его памятника зажжённая сигарета.
Гардель мог аккомпанировать себе сам, но обычно выступал с тремя или четырьмя гитаристами. Двое из них — Barbieri и Riverol — и Alfredo Le Pera погибли вместе с ним.
Гардель не был женат, детей у него не было, была невеста Исабель Мартинес дель Валье и огромное количество других женщин.
Несмотря на гигантские гонорары, денег после Гарделя практически не осталось — он тратил всё, что зарабатывал. Его страстью были лошади.
В 1935 году была написана песня «Por una cabeza» для кинофильма, снятого в Голливуде. Переводится «Всего на голову (лошади)». Cuantos desengaños, por una cabeza, — Сколько разочарований, и всегда в двух шагах от финиша… В фильме «Запах женщины» Аль Пачино танцует танго с Габриэль Анвар под мелодию «Por una cabeza». В фильме «Правдивая ложь» то же самое танго танцуют Арнольд Шварценеггер и Джейми Ли Кёртис.
В 1935 году в Нью-Йорке, на съемках фильма «El día que me quieras» Гардель встречался с Астором Пьяццолой, которому на тот момент было 13 лет. По воспоминаниям Пьяццолы, на аккордеоне он тогда играл плохо, и Гардель сказал ему: «Мальчик, ты играешь на аккордеоне как галисиец» (в Латинской Америке галисийцами называли всех выходцев из испанских провинций на иберийском полуострове).

## Избранные песни
- Brisas de la tarde (1912)
- Pobre mi madre querida (1912)
- Mi noche triste (1917)
- Flor de fango (1917)
- Desdén (1933)
- Tomo y obligo (1931)
- Lejana tierra mía (1935)
- Silencio (1933)
- Amores de estudiante (1934)
- Golondrinas (1934)
- Melodía de arrabal (1933)
- Guitarra guitarra mía (1935)
- Cuesta abajo (1934)
- Mi Buenos Aires querido (1934)
- Soledad (1934)
- Volver (1935)
- Por una cabeza (1935)
- Sus ojos se cerraron (1935)
- Volvió una noche (1935)
- El día que me quieras (1935)

## Фильмография
| Год  |     | Русское название               | Оригинальное название                              | Роль             |
| ---- | --- | ------------------------------ | -------------------------------------------------- | ---------------- |
| 1917 | ф   | Цветок персика                 | Flor de Durazno (немой)                            | Фабиан           |
| 1930 | ф   | Лучшие песни                   | Encuadre de canciones                              |                  |
| 1930 | кор | Кружим, кружим                 | Yira, yira                                         |                  |
| 1930 | кор | Старый смокинг                 | Viejo smoking                                      | арендатор        |
| 1930 | ф   | Мне страшно                    | Tengo miedo                                        |                  |
| 1930 | кор |                                | Padrino Pelado                                     |                  |
| 1930 | кор | Рука в руке (короткометражный) | Mano a mano                                        |                  |
| 1930 | кор |                                | ¡Leguisamo solo!                                   |                  |
| 1930 | кор |                                | Enfundá la mandolina                               |                  |
| 1930 | кор |                                | El quinielero                                      |                  |
| 1930 | кор | Извозчик                       | El carretero                                       |                  |
| 1930 | ф   |                                | Canchero                                           |                  |
| 1930 | кор |                                | Añoranzas                                          |                  |
| 1931 | ф   | Огни Буэнос-Айреса             | Luces de Buenos Aires                              | Ансельмо         |
| 1932 | ф   | Жди меня                       | Esperáme                                           | Карлос де Акунья |
| 1932 | ф   |                                | La Casa es seria                                   |                  |
| 1932 | ф   | Мелодия пригорода              | Melodía de Arrabal                                 | Роберто Рамирес  |
| 1934 | ф   | Опускаясь все ниже             | Cuesta abajo                                       | Карлос Акоста    |
| 1934 | ф   | Танго на Бродвее               | El Tango en Broadway                               | Альберто Басан   |
| 1935 | ф   | День, когда ты меня полюбишь   | El día que me quieras                              | Хулио Аргуэльес  |
| 1935 | ф   | Охотники за звездами           | Cazadores de estrellas (The Big Broadcast of 1936) |                  |
| 1935 | ф   | Танго-бар                      | Tango Bar                                          | Рикардо Фуэнтес  |

## Образ в искусстве
- В фильме Армана Мастроянни «Гардель 2008» (2009, см.: ) заглавную роль исполнил Антонио Сабато мл.
- В фильме «Запах женщины»: «Por Una Cabeza»
- В кинофильме «Ecco fatto» («Упасть в любовь») режиссёра Габриэля Муччино несколько раз звучит песня «Volver» Гарделя.
- В фильме «Правдивая ложь» режиссёра Джеймса Камерона
- В фильме «Лёгкое поведение» режиссёра Стефана Эллиотта
- В фильме «Список Шиндлера» Спилберга
- В сериалах «Чёрные кошки» и «Кеша должен умереть» звучит: «Por Una Cabeza»
- В фильме «Моё последнее танго»